# Десмодемы
Десмодемы (лат. Desmodema) — род лучепёрых рыб из семейства вогмеровых. Представители рода распространены в тропических, субтропических и умеренных водах всех океанов. Максимальная длина тела представителей разных видов варьирует от 110 до 114 см. Морские пелагические рыбы.

## Описание
Тело длинное, сжато с боков, лентообразное. Высота тела постепенно снижается от головы к задней части и переходит в очень тонкий длинный хвост. Нижний профиль тела не волнообразный. На вентральной стороне хвостовой части тела нет заострённых бугорков. В длинном спинном плавнике 120—128 мягких лучей. Хвостовой плавник маленький, направление лучей совпадает с направлением оси хвостового стебля. В верхней лопасти хвостового плавника 4—10 лучей; нижняя лопасть отсутствует. Перед первой невральной дугой семь птеригиофоров.
Неполовозрелые особи серебристого цвета с многочисленными крупными тёмными пятнами по бокам тела. У взрослых особей пятна становятся незаметными. 

## Классификация
В составе рода выделяют 2 вида:
- Desmodema lorum Rosenblatt & J. L. Butler, 1977 — Длиннохвостая десмодема
- Desmodema polystictum (Ogilby, 1898) — Пятнистая десмодема